# 常州纺织服装职业技术学院
常州纺织服装职业技术学院，是位于江苏省常州市的一所纺织类普通专科学校，隶属江苏省教育厅。

## 历史
- 1958年，建立。
- 2001年6月，升格为常州纺织服装职业技术学院。

## 专业设置
- 创意与艺术设计学院
- 纺织化学工程系
- 服装系
- 机电工程系
- 经济贸易系
- 外语系
- 常纺-莱佛士国际学院
- 继续教育部